# Olwisheim
Olwisheim is een gemeente in het Franse departement Bas-Rhin (regio Grand Est) en telt 477 inwoners (1999). De gemeente behoort tot het kanton Brumath en het arrondissement Haguenau-Wissembourg.

## Geografie
De oppervlakte van Olwisheim bedraagt 3,0 km², de bevolkingsdichtheid is 159,0 inwoners per km².
De onderstaande kaart toont de ligging van Olwisheim met de belangrijkste infrastructuur en aangrenzende gemeenten.

## Demografie
Onderstaande figuur toont het verloop van het inwonertal (bron: INSEE-tellingen).